# ابن منظور القيسي المالقي
‌ابن منظور القيسي، هو أبو بكر محمد بن عبيد الله بن محمد بن يوسف بن منظور القيسي المالقي، أصله من إشبيلية. الإمام العلامة الأريب، المفسر اللغوي الأديب، صاحب التأليفات الحسنة، والفوائد المستحسنة، من أسرة بني منظور المشهورة بالعلم والأدب.
ولي القضاء بجهات متعددة من الأندلس، خاصة في بلدته (مالقة) التي تقلد فيها إلى جانب القضاء إمامة جامعها الأعظم. فحمدت سيرته، وشكرت طريقته.
وكان هذا القاضي رحمه الله: جم التواضع، كثير البر، مبذول البشر، قويا مع ذلك على الحكم، بصيرا بعقد الشروط، مترفقا بالضعيف.
ومن مؤلفاته: البرهان والدليل في خواص سور التّنزيل، وما في قراءتها في النوم من بديع التأويل.
وقال عنه النباهي المالقي في ترجمته بأنه: «من أعلام القضاة، الشيخ الفقيه».
توفي رحمه الله شهيدا بالطاعون في منتصف شهر صفر من عام 750هـ في بلده بمالقة وقبر بها.

## اسمه
هو محمد ‌بن ‌عبيد ‌الله ‌بن ‌محمد بن يوسف بن عيسى بن عبيد الله بن يحيى بن أحمد بن محمد بن منظور القيسي أبو بكر المالقي وأصله من اشبيلية. 
وهو من البيت الأثيل المشهور بالتّعيين والتقدّم، والأصالة، ومن أسرة بني منظور المشهورة بالعلم والأدب، كما في الكتاب الموضوع فيه والمسمى «الروض المحظور في أوصاف بني منظور».

## سيرته ونشأته
هو الإمام العلامة الأريب، المفسر اللغوي الأديب، صاحب التآليف الحسنة، والفوائد المستحسنة، ومن أعلام القضاة، الشيخ الفقيه.
ولي القضاء بجهات متعددة من الأندلس، خاصة في بلدته (مالقة) التي تقلد فيها إلى جانب القضاء إمامة جامعها الأعظم. فحمدت سيرته، وشكرت طريقته.
وكان هذا القاضي رحمه الله: جم التواضع، كثير البر، مبذول البشر، قويا مع ذلك على الحكم، بصيرا بعقد الشروط، مترفقا بالضعيف.
وكان سريع العبرة، كثير الخشية، حسن الاعتقاد، جاريا على سنن أسلافه من الفضل وإيثار البذل.
وكان سريع اللسان إلى الثّناء، مسترسلا في باب الإطراء، كثير الحنكة.
نشأ أبو بكر بن منظور في مالقة. وأخذ العلم عن شيوخها.

## شيوخه
1. قرأ على الأستاذ أبي محمد بن أبي السّداد الباهلي، ولازمه وانتفع به.
2. الخطيب الولي أبي عبد الله الطّنجالي.
3. العدل الراوية المسنّ أبي عبد الله بن الأديب.
4. المسن أبي الحكم مالك بن المرحّل.
5. الشيخ الصوفي أبي عبد الله محمد بن أحمد الأقشري الفاسي، ولبس عنه خرقة التّصوف.
6. الخطيب أبي عبد الله بن رشيد.
7. الشيخ القاضي أبي المجد بن الأحوص.
8. ابن مجاهد الرّندي، المعروف بالسّمّار.
9. الخطيب أبي العباس بن خميس بالجزيرة الخضراء.
10. الخطيب الزاهد أبي عبد الله السلّال.[9]

## مؤلفاته
1. نفحات النسوك.
2. عيون التّبر المسبوك في أشعار الخلفاء والوزراء والملوك.
3. السّجم الواكفة والظلال الوارفة، في الردّ على ما تضمّنه المضنون به على غير أهله من اعتقاد الفلاسفة.
4. الصّيّب الهتّان، الواكف بغايات الإحسان، والمشتمل على أدعية مستخرجة من الأحاديث الصحيحة النبوية وسور القرآن.
5. البرهان والدليل في خواص سور التّنزيل، وما في قراءتها في النوم من بديع التأويل.
6. أربعون حديثا في الرقائق، موصولة الأسانيد.
7. تحفة الأبرار في مسألة النبوة والرسالة، وما اشتملت عليه من الأسرار.
8. الفعل المبرور، والسّعي المشكور، فيما وصل إليه، أو تحصل لديه من نوازل القاضي أبي عمر بن منظور.[9][10][11]

## منزلته وأقوال العلماء فيه
1. ذكر النباهي المالقي في ترجمته بأنه: «من أعلام القضاة، الشيخ الفقيه».[4]
2. قال عنه ابن الخطيب بأنه: «ولي القضاء بجهات كثيرة، فشكرت سيرته، وحمدت مدارته».[3]

## وفاته
توفي رحمه الله شهيدا بالطاعون في منتصف شهر صفر من عام 750هـ في بلده بمالقة وقبر بها.